# Пітер Бергер
Пі́тер Лю́двіг Бе́ргер (нім. Peter Ludwig Berger; 17 березня 1929 — 27 червня 2017, Бруклайн, США) — австрійський і американський соціолог та теолог, ідеолог неоконсерватизму, представник соціального конструктивізму в соціології, професор соціології та релігієзнавства Бостонського університету, був багаторічним директором Інституту вивчення економічної культури (ISEC) при цьому ж університеті.

## Визначні наукові досягнення
Бергер є автором великої кількості книг, присвячених проблемам феноменологічної соціології знання, соціального конструювання та соціології релігії. Всесвітню відомість Бергеру принесла його спільна з Томасом Лукманом монографія «Соціальне конструювання реальності» (1966). Також, під його керівництвом та спільно з Самуелем Гантінгтоном вийшло одне з найперших досліджень глобалізації — «Багатолика глобалізація. Культурна різноманітність у сучасному світі» (2002). Головні наукові інтереси Бергера зосереджені в області трансформації капіталізму та соціології релігії. Остання монографія — «Питання віри: Скептичне утвердження християнства» (англ. «Questions of Faith: A Skeptical Affirmation of Christianity», 2003).

## Біографія
Пітер Бергер народився у Трієсті (Італія) 17 березня 1929 р. у сім'ї з єврейським корінням, виріс у Відні (Перша Австрійська Республіка). В 1938 р. після аншлюсу Австрії гітлерівською Німеччиною він з батьками виїхав до Парижу. В 1946 р. після нетривалого навчання в Лондонському Університеті він емігрував до США, в 1949 р. закінчив Ваґнерівський коледж у Нью-Йорку (ступінь бакалавра мистецтва), продовжив навчання в Новій Школі соціальних досліджень у Нью-Йорку, де в 1952 р. йому була присвоєна ступінь магістра, а в 1954 р. — доктора філософії. В 1953–1955 рр. він проходив службу в американській армії, викладав у філії Університету Джорджії. В 1955–1956 рр. керував дослідницькою групою в Євангелічній Академії в Німеччині (нім. Evangelische Akademie), а з 1956 по 1958 р. викладав у жіночому коледжі Університету Північної Кароліни (англ. assistant professor). В 1958–1963 рр. він перебував на посадах професора соціології в Гартфордській теологічній семінарії (Коннектикут) і директора Інституту церкви й спільноти в Гартфорді. Саме тоді він і почав активно публікуватися.
В 1963–1970 рр. Бергер — професор у Новій школі соціальних досліджень у Нью-Йорку; в 1966–1967 рр. — президент Товариства наукового вивчення релігії.
У 1970–1979 роках Бергер — професор Університету Ратгерса і в Бостонському коледжі. З 1981 р. — професор соціології та теології в Бостонському університеті, де з 1985 р. стає директором Інституту вивчення економічної культури (ISEC), який у 2003 р. був перетворений на Інститут культури, релігії та міжнародних відносин (CURA). З 2009 р. він став головним науковим співробітником цього інституту, заслуженим (англ. emeritus) професором.
Помер 27 червня 2017 року у США.

## Основні віхи наукового доробку П. Бергера
Головні роботи Бергера присвячені розробці феноменологічної соціології знання, соціології релігії, теорії модернізації та розвитку країн «третього світу», проблемам літератури, сім'ї тощо. Соціологія знання Бергера значною мірою обумовлена впливом феноменологічної соціології Шюца, символічного інтеракціонізму Д. Г. Міда, соціологічної традиції Дюркгайма і М. Вебера.

### Феноменологічна соціологія знання
Широку популярність у США та за їхніми межами отримала книга «Запрошення до соціології: гуманістична перспектива» (англ. Invitation to Sociology: A Humanistic Perspective, 1963), де показаний взаємозв'язок між «людиною в суспільстві» та «суспільством у людині», представлені теоретико-методологічні засади соціології, її цілі, завдання, етичні принципи. Розробка цієї проблематики була продовжена разом із Томасом Лукманом в їхній класичній книзі «Соціальне конструювання реальності» (англ. The Social Construction of Reality, 1966), де були сформульовані основні положення феноменологічної соціології знання як методології соціального пізнання. Завдяки цій праці стало можливим говорити про феноменологічну соціологію знання як про напрямок, який став альтернативою структурно-функціональній та неомарксистській школам в соціології. «Реальність повсякденного життя» стає тут «вищою реальністю», з якої соціологи виводять усі теоретичні надбудови і «символічний універсум».
В «Реінтерпретованій соціології» (англ. Sociology Reinterpreted: An Essay on Method and Vocation, 1981) П. Бергер спільно с X. Кельнером розмірковує про сутність, специфіку та межі соціологічного бачення дійсності. Специфіка інтерпретативної чи «реінтерпретованої» соціології полягає, згідно з Бергером, у постійній увазі до багатоманітності значень та смислів, якими живуть люди, в «когнітивній повазі» до ідеалів, вірувань, думок та упереджень інших людей, груп, культур.

### Соціологія релігії
У соціології релігії П. Бергер вважається видатним фахівцем, який справив суттєвий вплив на розвиток цієї дисципліни в останні чотири десятиліття. Йому вдалося вловити важливі тенденції розвитку релігії, процесу секуляризації, виникнення своєрідної «невидимої релігії» у мільйонів жителів країн Заходу, показати вплив процесу модернізації на свідомість людини XX століття.
В ранніх публікаціях: «Двозначне бачення» (англ. The Precarious Vision, 1961) та «Шум урочистих асамблей» (англ. The Noise of Solemn Assemblies, 1961) Бергер критично оцінював інституціональну релігію як прояв «дурної віри», протиставляв релігію та церкву американського істеблішменту істинній християнській вірі.
Соціологічна теорія релігії була ним сформульована в праці «Священна Завіса» (англ. The Sacred Canopy, 1967, пізніше перейменована на «Соціальну реальність релігії»), яка, на думку багатьох західних вчених, стала найбільш вагомим внеском у розвиток соціології з часів «Протестантської етики» М. Вебера. Використовуючи феноменологічну методологію, Бергер під час порівняльно-історичного аналізу різноманітних релігійних систем показав їхній конструйований характер, виявив функції, роль та значення релігії в сучасному світі, прослідкував процес секуляризації/сакралізації в історичній перспективі.
На думку науковця, впродовж більшої частини людської історії релігія відігравала стратегічну роль при конструюванні людиною соціальної реальності й була найбільш ефективним і поширеним засобом «легітимації» (тобто пояснення і виправдання соціального порядку). Причина цього в тому, що неміцні, схильні до змін соціальні інститути, поміщені в межі космічної, священної системи відліку, набувають гранично дійсного онтологічного статусу. Серед головних функцій релігії він виділяє легітимуючу. «Космізація» інститутів необхідна для підтримки не тільки існуючого «статус-кво», а й окремої людини, в якої в такому випадку виникає відчуття «правильності» навколишньої реальності та її місця в ній як у когнітивному, так і в нормативному значеннях.

#### Проблема секуляризації
Спостерігаючи в 1960-ті роки звільнення від церковного авторитету і впливу різних сфер соціокультурного життя, П. Бергер дещо перебільшив розмах і глибину процесу секуляризації. Згодом він прийшов до висновку, що секуляризацією охоплені головно різні сфери соціокультурного життя — «публічна сфера», чого не скажеш про «приватні сфери» індивідуального життя, де релігійна легітимація не втрачає свого значення навіть у високо секуляризованих стратах.
У 1969 р. вийшла його праця «Чутки про ангелів: Сучасне суспільство та відкриття заново надприродного» (англ. A Rumor of Angels: Modern Society and the Rediscovery of the Supernatural, 1969). Вона стала спробою подолання кризи «секуляризму» зсередини — через відродження віри у нерелігійному світі, де про надприродне залишилися лише чутки. Як в цій, так і в наступних роботах з соціології релігії Бергер намагається поєднати позицію соціолога з позицією істинного християнина, застосовуючи індуктивний підхід до аналізу релігійної реальності, який означає пошуки віри у будь-якому релігійному досвіді.

### Критика теорії секуляризації
Сьогодні П. Бергер є одним з найпослідовніших критиків неокласичної теорії секуляризації, тоді як у молодому віці він сам схилявся до цієї теорії. Загальний настрій учених, які відмовилися від неокласичної теорії секуляризації, був висловлений ним в одному з нещодавніх інтерв'ю:
«Я був одним з дослідників у царині соціології релігії та, ширше, соціологічного наукового дослідження релігії, і всі ми вірили, що настає доба секулярності. Я був носієм цього загального консенсусу, отже ці ідеї не були моєю унікальною позицією — в цьому сенсі я був таким, як і всі. Більшість з нас на кінець 1970-80-х років упевнилися, що ми помилялися…»
Відмова від сталої теорії секуляризації привела Бергера до тривалих методологічних пошуків. У 1990-х роках він розробляв концепт «десекуляризації», або «контрсекуляризації». Класичною працею в цьому напрямі є збірка статей «Десекуляризація світу: Відродження релігії та світова політика» (The Desecularization of the World: Resurgent Religion and World Politics, 1999), де Бергер виступив редактором та до якої написав вступну статтю. У рамках цієї концепції автор припускав, що секуляризація дійсно була одним з елементів модернізації, втім призвела вона не стільки до занепаду релігії, скільки до контрсекуляризаційного руху та відродження ролі релігії в публічному житті, перш за все, в мусульманській та євангелічній спільнотах, але також і в індуїзмі, буддизмі та інших релігійних традиціях. Унаслідок такої контрсекуляризації релігія сьогодні перебуває на вістрі суспільного інтересу, адже стала дуже важливим чинником життя світу. Окрім того, глобалізація сучасного світу активно сприяє стрімкому поширенню десекуляризаційних процесів по всьому світу. Також Бергер наполягав на тому, що зниження ваги офіційних релігійних інституцій під впливом секуляризації зовсім не веде до зниження індивідуальної віри — отже, секуляризація веде не до занепаду релігійності, а до занепаду лише офіційних церков, і то не завжди

Ще одна теза, яка була сформульована Бергером у 90-ті роки та досі підтримується ним — теза про дві важливих спільноти, в яких продовжує підтверджуватися теорія секуляризації — західноєвропейське суспільство та спільнота освічених у західноєвропейському стилі інтелектуалів. У решті світу, натомість, не спостерігається поступового і все більшого занепаду релігійності, а навпаки — світ сьогодні є бурхливо релігійним.
«Де ж тоді світськість розміститься на цій карті? Я б сказав, у двох місцях. По-перше, є тонкий, але впливовий прошарок інтелігенції — у більш широкому сенсі, це люди з вищою освітою західного типу, особливо в царині гуманітарних і соціальних наук. Вони являють собою світський Інтернаціонал, члени якого можуть зустрічатися в будь-якій державі. Знову ж таки, я не можу зараз міркувати про те, чому цей вид освіти має ефекти секуляризації (підозрюю, що це, головним чином, через їдке розуміння відносності переконань і цінностей). Але я хотів би зазначити, що цей специфічний Internationale допомагає пояснити позірну правдоподібність (благовидність) теорії секуляризації серед багатьох західних інтелектуалів: коли вони їдуть, скажімо, до Стамбулу, Єрусалиму чи Нью-Делі, вони майже всюди зустрічаються з іншими інтелектуалами, — людьми, багато в чому схожими на них, — і вони можуть дійти висновку, що та чи інша культурна спільнота точно відображає культурну ситуацію за межами — дійсно рокова помилка! (Чи потрібно додавати, що було б настільки ж помилково вважати, що, скажімо, Гарвардська наукова спільнота відображає місце релігії в американській культурі?). Існує також, по-друге, географічне виключення пульсуючої повсюдності релігії в сучасному світі — Західна та Центральна Європа. Це, я думаю, найбільша частина світу, де стара теорія секуляризації продовжує бути емпірично підтверджуваною. Питання в тому, чому це так важко»

### Теорія плюралізації
На сучасному етапі (у 2000-ні роки) Бергер сформулював альтернативну секуляризації парадигму, яку назвав теорією плюралізації, та якій присвятив, зокрема, спільну з С. Гантінгтоном книгу «Численні глобалізації: Культурне різноманіття в сучасному світі» (Many Globalizations: Cultural Diversity in the Contemporary World, 2002), спільну з Г. Дайві та Е. Фокас працю «Релігійна Америка, Секулярна Європа» (Religious America, Secular Europe, 2008), монографію «Діалог між релігійними традиціями в добу релятивізму» (Dialogue Between Religious Traditions in an Age of Relativity, 2011). Сутність процесу плюралізації автор пояснює наступним чином:
«Індивіди повинні робити вибір, який не є обов'язковим, коли релігійні світогляди чи системи цінностей приймаються як щось цілковито зрозуміле»
Тобто поява рівноправної та легітимної альтернативи призводить до можливості відмови від цінностей окремої релігійної традиції (наприклад, християнства), але не обов'язково ця відмова веде до обрання секулярних цінностей. Наприклад, людина в такому випадку може звернутися до цінностей ісламу чи буддизму, або створити певну власну релігію, використовуючи інформацію з різних джерел. Де в чому така дослідницька позиція нагадує теорію секуляризації, яку розвиває Ч. Тейлор.

#### Проблема відчуження
Розглядаючи механізм створення релігійних уявлень, П.Бергер зачіпає проблему відчуження. відчуження він називає процесом, в ході якого втрачається діалектичний взаємозв'язок між індивідом і його світом. Називаючи релігію «містифікацією», хибною свідомістю, він прагнув показати, що вона фальсифікує усвідомлення людиною власної активності в справі конструювання соціального світу, який виявляється огорнутим «священною завісою». «Священна завіса», з одного боку, приховує від людини справжню природу відносин людина — соціальна реальність — священний космос, активна роль в яких належить людині, а з іншого -надійно захищає її від хаосу й аномічних феноменів.

#### Проблеми модернізації, соціальних змін та соціального розвитку
Після відвідин Мехіко в 1969 р. Бергер звернувся до проблем розвитку країн «третього світу». В «Пірамідах жертв» (англ. Pyramids of Sacrifice, 1974) він критикує капіталістичну й соціалістичну моделі розвитку як неприйнятні з етичної точки зору. Проблеми модернізації, соціальних змін та розвитку розглядаються ним також у таких працях, як «Бездомна свідомість» (англ. The Homeless Mind: Modernization and Consciousness, 1973), «Лицем до сучасності» (англ. Facing Up to Modernity: Excursions in Society, Politics, and Religion, 1977), «Капіталістична революція» (англ. The Capitalist Revolution: Fifty Propositions About Prosperity, Equality, and Liberty, 1986), «В пошуках східно-азійської моделі розвитку» (англ. In Search Of An East Asian Development Model, 1988) тощо.
Теоретичні орієнтації Бергера змінювалися паралельно до його політичних переконань, його еволюція від лібералізму до консерватизму відбувалася поступово. Вже у кінці 1960-х — на початку 1970-х років він, побачивши в русі «нових лівих» небезпеку для існуючих в Америці устоїв, виступив із критикою ліворадикальної інтелігенції в статті «Соціалістичний міф» (англ. The Socialist Myth, 1976). Пізніше він характеризував себе як переконаного консерватора в теоретичному й практичному значеннях. У результаті знайомства з «третім світом» Бергер приходить до висновку про необхідність діалогу з різними релігіями, що означало відхід «вліво» у порівнянні з його початковою неоортодоксальною позицією. З еволюцією «вправо» його політичних поглядів змінилося його ставлення до проблем секуляризації, модернізації, розвитку в «третьому світі» й індустріально розвинутих країнах.
Результатом великого проекту, присвяченого вивченню «культурної динаміки глобалізації» на прикладі 10 країн стала монографія «Багатолика глобалізація. Культурна різноманітність у сучасному світі» (англ. Many Globalizations: Cultural Diversity in the Contemporary World) під редакцією П. Бергера та С. Гантінгтона, яка вийшла в 2002 р. У 2008 р. з'явилась монографія «Перспективи церковно-державних відносин у Росії» (англ. Perspectives on Church-State Relations in Russia) під ред. П. Бергера, В. Л. Деніела, Кр. Марша та книга «Релігійна Америка, Світська Європа» (англ. Religious America, Secular Europe?: A Theme and Variations), П. Бергера, Г. Деві та Е. Фокас. У 2009 р. побачила світ спільна з А. Зійєрфельдом робота Бергера «На честь сумніву: як, маючи переконання, не стати фанатиком» (англ. In Praise of Doubt: How to Have Convictions Without Becoming a Fanatic), а в 2010 р. — монографія під редакцією Бергера «Між релятивізмом та фундаменталізмом» (англ. Between Relativism and Fundamentalism. Religious Resources for a Middle Position).